# Aryana Sayeed
Aryana Sayeed est une chanteuse, compositrice, personnalité de la télévision et activiste afghane. Elle chante en pachtou et en dari. Elle est l'une des artistes musicales les plus célèbres d'Afghanistan, se produisant régulièrement dans des concerts et des festivals. Militante des libertés et des droits des femmes dans son pays, elle a été plusieurs fois menacée de mort. En août 2021, elle quitte l'Afghanistan à la suite de l'offensive qui ramène les talibans au pouvoir.

## Jeunesse
Sayeed est née à Kaboul, en Afghanistan, d'un père pachtoune, commerçant de fruits secs, et d'une mère tadjike. Ses parents quittent l'Afghanistan alors qu'elle a 8 ans et vivent à Peshawar au Pakistan avant de s'installer en Suisse. À l'âge de 12 ans, elle obtient une admission dans une école de musique où elle se produit avec une chorale : « Même si ce n'était pas pour longtemps, [...] cela m'a définitivement fait réaliser ce que je voulais devenir quand je serais grande ». Elle émigre ensuite clandestinement au Royaume-Uni, rejoignant les membres de sa famille déjà installés à Londres, et y obtient l'asile politique.

## Carrière artistique

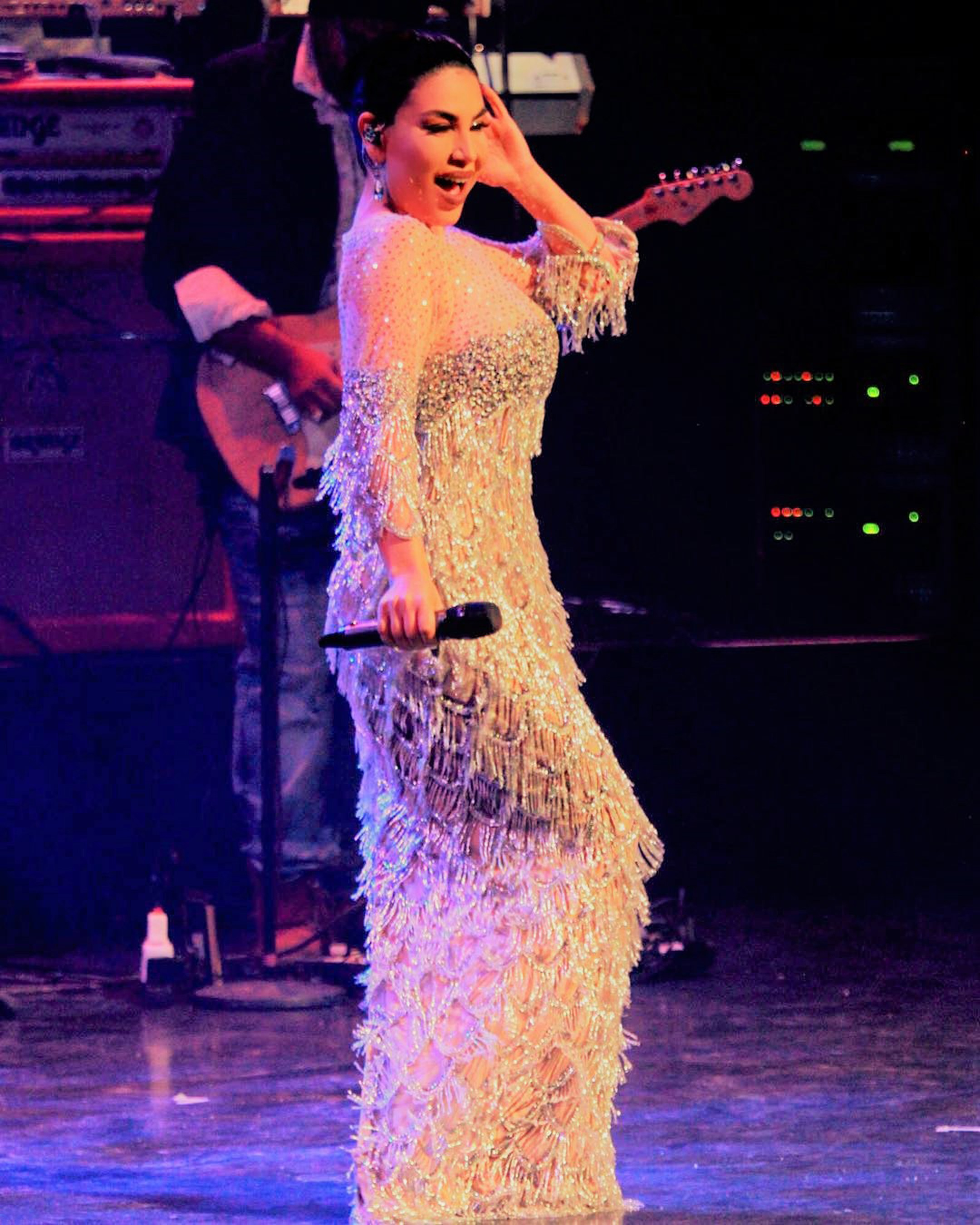
Sayeed en concert en 2019

### Débuts
Le premier single de Sayeed, MashAllah, sort en 2008. Le tournant de sa carrière survient avec Afghan Pesarak, titre de 2011. Aryana Sayeed devient un nom familier chez les afghans expatriés et est invitée à faire de nombreux concerts à travers le monde.

### Succès en Afghanistan
Elevée par ce succès soudain, Aryana revient en Afghanistan et se produit en concert dans son pays d'origine encore fragile. Sayeed y devient célèbre avec sa version d'une vieille chanson classique afghane, Gule Seb. C'est au cours de ces premiers jours en Afghanistan qu'elle filme sa chanson suivante Dilam Tang Ast. Le succès de la chanson lui vaut le prix de la meilleure chanson filmée en Afghanistan aux Aryana Television Awards.

### Carrière télévisuelle
Le succès Dilam Tang Ast débouche également sur une nouvelle carrière d'animatrice de télévision sur l'une des principales chaînes de divertissement afghanes.
En 2013, Aryana Sayeed rejoint en effet TOLO TV en tant que l'une des juges de The Voice of Afghanistan. Elle poursuit sa collaboration avec la chaîne de télévision et devient ensuite juge pour une autre émission de talents, Afghan Star. 

### Nouveaux succès et notoriété croissante
Sa chanson suivante, Hairanam, connaît un succès respectable. Puis Jelwa, collaboration avec l'un des principaux chanteurs de l'industrie musicale afghane, Jawid Sharif, rencontre aussi une grande audience. C'était la deuxième fois que Sharif et Sayeed faisaient équipe après Biya Biya, également un succès. Aryana Sayeed se produit alors dans Afghanistan Afghanistan, une chanson nationaliste optimiste pour encourager l'art du sport dans son pays. Plusieurs chanteurs sont engagés pour ce titre. Banoo e Atash Nasheen, qui décrit la douleur que les femmes afghanes ont endurée pendant des années de guerre et d'abus, lui vaut un énorme succès critique. Un grand orchestre contribue à la musique de la chanson et le tournage de la video associée a lieu en Afghanistan. Peu de temps après la sortie de la chanson, la BBC interviewe Aryana sur la raison et le sens de la chanson.
Anaram Anaram remet Aryana au sommet des charts en Afghanistan,. En 2017, elle remporte le prix de l'icône afghane et est nommée meilleure artiste féminine d'Afghanistan. La même année, elle donne un concert à Kaboul pour la fête nationale, dans un contexte sécuritaire tendu.

## Cheffe d'entreprise
Après un an de préparation, en juillet 2021, Sayeed ouvre un premier magasin à Kaboul pour commercialiser la collection de vêtements qu'elle a créée sous sa marque, Aryana. Les vêtements, construits autour de l'art afghan de la broderie, sont fabriqués à Kaboul sur un site de production dans lequel la chanteuse a investi près de 8 millions d'Afs (100 000 dollars), faisant travailler 10 personnes, hommes et femmes, dans la perspective de toucher les marchés intérieur et internationaux.

## Engagements politiques et sociétaux
Sayeed est connue pour ses engagements en faveur des libertés générales et des droits des femmes, dont celui de se vêtir librement. Elle profite de ses apparitions publiques pour appuyer ses combats.
Sa présence médiatique, à la télévision et sur les réseaux sociaux (1,3 million de followers sur Instagram en 2021), qui la fait parfois comparer à Kim Kardashian, ses choix vestimentaires, les textes militants de ses chansons, appelant à une société libre et égalitaire, et son soutien ouvert à l'armée afghane contre les talibans font d'elle une cible prioritaire de la critique conservatrice et lui valent des menaces de mort depuis plusieurs années,. 
C'est dans l'édition 2017 de The Afghan Star, télé-crochet dont elle est la première femme à présider le jury sinon masculin, qu'une autre femme, Zulala Hashemi, arrive pour la première fois dans cette émission en finale, portée par les votes du public. Lors de l'édition 2019 de l'émission, Zahra Elham sera la première femme à remporter la finale ; elle rendra hommage à Sayeed, la citant comme une des inspiratrices de son parcours.
Dans ses prestations scéniques, Sayeed refuse de porter le voile et apparaît souvent dans des vêtements ajustés à son corps. L'émission The Voice doit ainsi être tournée sous protection armée. Elle a été accusée de lascivité et d'immoralité par les talibans, fait l'objet d'une fatwa appelant à sa décapitation, et échappé à un attentat à la voiture piégée à Kaboul. En 2017, à l'occasion de son premier concert à Paris, elle chante dans une robe opaque et moulante de couleur chair ; accusée de déshonorer l'Afghanistan, elle répond en niant toute nudité, brûle le vêtement et redirige l'attention sur les problèmes qu'elle juge prioritaires en Afghanistan, citant la pédophilie et la lapidation de Farkhunda Malikzadaw en 2015,.
Après l'offensive de 2021 qui conduit les talibans à reprendre le pouvoir en Afghanistan à la mi-août, la situation personnelle de Sayeed préoccupe étant donné son opposition aux nouveaux arrivants. Le 18 août, elle annonce être en sécurité avec son époux à Doha, au Qatar, transportée par un C-17 de l'armée américaine aux côtés de plus de 600 compatriotes,. Elle rejoint quelques jours plus tard Istanbul, en Turquie, puis part aux États-Unis.

## Vie privée
Aryana Sayeed s'est fiancée à son manager, Hasib Sayed, de nationalité canadienne, en 2018. Sayeed est la tante de la footballeuse danoise d'origine afghane Nadia Nadim